# Hej Matematik
Hej Matematik (qui se traduit par « bienvenue les mathématiques ») est un duo pop danois composé de Søren Rasted (membre aussi du groupe Aqua) et de son neveu Nicolaj Rasted. Le groupe définit sa musique comme de la pop intelligente.

## Biographie

### Vi Burde Ses Noget Mere
Leur premier album, Vi Burde Ses Noget Mere, est commercialisé comme « un disque de pop intelligente » en référence aux paroles équivoques des chansons et de l'atmosphère du mode de vie urbain qui entoure l'album. Très bien accueilli par les critiques, l'album peinera à trouver son public à la sortie de son premier single : Gymnastik. Le second single, Centerpubben va permettre la sortie physique de l'album mais le troisième single, Du Og Jeg sera un échec cuisant malgré le dynamisme de la musique et un clip coûteux. Le groupe rencontrera finalement un vrai succès commercial avec la sortie du quatrième single Walkmand qui leur vaudra d'être récompensés par un Zulu Awards 2009.

### Alt Går Op I 6
Le 2 novembre 2009 sort Party I Provinsen, premier single de leur second album Alt Går Op I 6, qui est sorti au début 2010. La chanson Party i provinsen remporte un grand succès qui hisse le groupe au top 1 des charts danois et qui est très souvent diffusé sur les ondes des radios partout dans le pays, ainsi que la radio de la minorité danoise dans le Schleswig en Allemagne, ainsi qu'au Groenland. Également, l'album remporte un grand succès dès sa sortie dans les bacs et par téléchargement. 
Le 14 août 2010, Party I Provinsen atteint la cinquième place du Top 6 Canada, une première pour le groupe.

### Hej Lights 2012
Le 19 janvier 2012, alors que le groupe Aqua est toujours en promotion de leur album Megalomania, Søren annonce que le groupe lancera leur nouveau single Livet I Plastik, le 30 janvier. Cette chanson fera directement référence à Barbie Girl.

### Selvfed
Hej Matematik fait un retour avec un nouvel EP dont la promotion sera assuré par le single In Ordinær avec le chanteur Jesper Binzer. La chanteuse du groupe Aqua et coach de la version danoise de The Voice, Lene Grawford Nystrøm apparaît dans le clip en guest. C'est sa 4e apparition dans les vidéoclips de Hej Matematik après Centerpubben, Walkmand et Vi Ka Alt Vi To.

## Discographie

### Singles
- Gymnastik (2007)
- Centerpubben (2007)
- Du & Jeg (2008)
- Walkmand (2008)
- Vi Ka Alt Vi To feat Lene Nystrøm (2008)
- Hej Matematik (2008)
- Party I Provinsen (2009)
- Legendebørn (2010)
- Kato på Maskinerne (2010)
- The Loser Sign (2011)
- Livet I Plastik (2012)
- Det Blir En Go Dag (feat. Ankerstjerne) (2012)
- Sikke En Fest (2012)
- Party Boy (2012)